# Staatsliedenkwartier
Staatsliedenkwartier is een van de wijken in het Nederlandse Woerden. De wijk is begin jaren zeventig gebouwd en is gelegen aan de noordoostkant van Woerden. Ten oosten ligt Harmelen en ten noorden ligt Kamerik.

## Voorzieningen
- Basisschool 'de Schakel' en 'R. de Jagerschool'
- Supermarkt 'Aldi'
- Snackbar 'Uncle Tang'
- Chinees Restaurant 'De Lange Muur'
- Best Western Hotel
- Tennisvereniging 'VEP'
- Fysiotherapeuten Maatschap Woerden
- Graas orthopedische Schoentechniek
- LiNDA Makelaardij / Makelaarskantoor

## Openbaar vervoer
Streekbus 102 (Woerden - Utrecht) rijdt door de wijk.
Wijken van Woerden: Bomen- en Bloemenkwartier · Molenvliet · Snel en Polanen · Schilderkwartier · Staatsliedenkwartier · Waterrijk

Dorpen: Harmelen · Kamerik · Kanis · De Meije · Zegveld

Buurtschappen: Barwoutswaarder · Bekenes · Breeveld · Breudijk · Cattenbroek · Geestdorp · Gerverscop · Harmelerwaard · Houtdijken · Kromwijk · Lagebroek · Mijzijde · Oud-Kamerik · Reijerscop · Rietveld · Teckop

Utrecht · Plaatsen in de provincie      Nederland · Provincies · Gemeenten